# Alain Dorval
Alain Dorval, pseudonimo di Alain Bergé (Algeri, 17 aprile 1946 – Villejuif, 13 febbraio 2024), è stato un attore e doppiatore francese, noto principalmente per essere stato la voce francese di Sylvester Stallone.

## Biografia
Alain Dorval nacque ad Algeri il 17 aprile 1946. Studiò al Cours Simon di Parigi e nel 1967 entrò al Conservatoire national supérieur d'art dramatique, per poi recitare in teatro e in televisione.
Divenne doppiatore quasi per caso: dopo aver recitato in una serie dovette registrare nuovamente la sua voce per la fase di post-sincronizzazione e l'uomo a capo della post-produzione glielo propose. Esordì doppiando Don Murray nella serie televisiva Sui sentieri del West, mentre il suo primo film fu Zabriskie Point.
A partire da Rocky prestò la sua voce a Sylvester Stallone. Doppiò anche Nick Nolte e Danny Aiello e prestò la sua voce a Pietro Gambadilegno.
Da molti anni in lotta contro il cancro, morì presso l'Istituto Gustave-Roussy a Villejuif il 13 febbraio 2024 all'età di 77 anni.

## Vita privata
Sposato con la doppiatrice Dominique Dumont, ebbe una sola figlia, la politica Aurore Bergé. Possedeva un'azienda produttrice di flightcase a Chambly.

## Filmografia

### Cinema
- Des Christs par milliers, regia di Philippe Arthuys (1969)
- L'Homme de désir, regia di Dominique Delouche (1971)
- La peau de l'ours, regia di Gilles Daubeuf (2008)
- Gauche droite, regia di Stéphane Bouquet – cortometraggio (2010)

### Televisione
- Le Petit Monde de Marie-Plaisance – serie TV (1969)
- I miserabili (Les Misérables) – miniserie TV (1972)
- Le Drakkar, regia di Jacques Pierre – film TV (1973)
- La Dame de l'aube, regia di Aldo Altit – film TV (1975)
- Les jurés de l'ombre – miniserie TV, ep. 1x01 (1987)

## Doppiaggio (parziale)

### Film
- Michael York in Gesù di Nazareth (1977)[5]
- Harry Dean Stanton in Alien (1979)[8]
- Jeff Bridges in Tron (1982)[5]

### Serie televisive
- Don Murray in Sui sentieri del West (1968-1969)

### Animazione
- Ai confini dell'universo (1981): Maciste (le Gros), Tigna (le Teigneux)
- Siamo fatti così (1986): Grosso (le Gros), Tignoso (le Teigneux), Emo (Hémo)
- Fievel sbarca in America (1986): Tigre[5]
- In viaggio con Pippo (1995): Pietro Gambadilegno[5]